# (61384) Arturoromer
(61384) Arturoromer (2000 QW) – planetoida z pasa głównego asteroid okrążająca Słońce w ciągu 3,74 lat w średniej odległości 2,41 j.a. Odkryta 22 sierpnia 2000 roku.